# حداثة عليا
الحداثة العليا هي شكل من أشكال الحداثة، تتميز بثقة راسخة في العلم والتكنولوجيا كوسيلة لإعادة تنظيم العالم الاجتماعي والطبيعي. سادت حركة الحداثة العليا بشكل خاص خلال الحرب الباردة، ولا سيما في أواخر خمسينيات وستينيات القرن العشرين.

## التعريف
تتميز الحداثة العليا بالخصائص التالية:
- الثقة القوية في إمكانات التقدم العلمي والتكنولوجي، والاعتماد كذلك على خبرة العلماء والمهندسين والبيروقراطيين وغيرهم من المثقفين.
- محاولة السيطرة على الطبيعة (بما فيها الطبيعة البشرية) لتلبية الاحتياجات البشرية.
- التركيز على جعل البيئات أو المفاهيم المعقدة (كالمدن القديمة أو الديناميات الاجتماعية) قابلة للتعامل معها، ويحدث ذلك في معظم الأحيان من خلال الترتيب المكاني (كالتخطيط المصبعي للمدن).
- تجاهل السياق التاريخي والجغرافي والاجتماعي في عملية التنمية.

### الصلة بالحداثة
ترتبط الحداثة بالعصر الحديث والصفات الجمالية للحركة الحداثية، ومع ذلك، تشير الحداثة، على وجه التحديد، إلى الظروف الاجتماعية والعلاقات التي تتمخض عن العصر الحديث، وعادة ما تكون نتيجة للرأسمالية والتصنيع. يمكن فهم الحداثة، بناءً على ذلك، على أنها حالة المجتمع أثناء وبعد عملية التحديث.
تهتم الحداثة والحداثة العليا بالتقدم البشري وإمكانات التدخل البشري في إحداث تغيير إيجابي في بنية المجتمع، غير أن رؤى الحداثة العليا للتغيير المجتمعي تعتمد على خبرة المثقفين والابتكار العلمي، ما يجعل الحداثة العليا مشروعًا أكثر نخبوية من سابقتها.
لدى كلا المفهومين فهمًا مبهمًا لما تنطوي عليه المرحلة النهائية من التقدم المجتمعي. تدعو الحداثة العليا إلى تحويل كامل للظروف القائمة وإنشاء بداية جديدة، في حين تُعد الحداثة رجعية الأثر في توجيهاتها للمستقبل وتعزز النمو الطبيعي. كثيرًا ما يؤدي هذا الانفصال عن السياقات التاريخية والجغرافية للأماكن إلى تطبيق نماذج موحدة على بيئات متنوعة، وهو ما يترتب عليه، في كثير من الأحيان، نتائج مخلة بالمجتمع من الناحية الاجتماعية (انظر الأمثلة أدناه).
ترتبط الحداثة والعصرنة بالتنمية الرأسمالية والصناعية، وتؤكد على زيادة حركة السلع، والناس، ورأس المال، والمعلومات (انظر العولمة). يرافق هذا التركيز على الحرية الاقتصادية والرأسمالية تراجع الأشكال التقليدية للمجتمع وصعود الدولة القومية. تتجاوز الحداثة العليا، في مقابل ذلك، الانقسامات الأيديولوجية السياسية التقليدية في إعادة تنظيم المجتمع نحو نموذج مثالي لأن هذه المجتمعات المثالية ذاتية للغاية لدى مختلف الانتماءات السياسية. يُعد الحكم الاستبدادي والتكنوقراطي، علاوة على ذلك، أفضل سبيل لتنفيذ المشاريع التي تميز الحداثة العليا، إذ يسهل التحكم في السكان وتغييرهم.

## العصرنة والتطوير
يزعم الجغرافي بيتر جيه تايلور أن تفاؤل الحداثة العليا الخاطئ بالقدرات التحويلية للعلم والتكنولوجيا قد ساهم في إرباك عملية العصرنة، لا سيما في حالة بلدان العالم الثالث التي تسعى إلى التطور وفقًا لمبادئ الحداثة الغربية.
بعد نجاحات مشروع مارشال في أوروبا، وجه الاقتصاديون اهتمامهم نحو التنمية في العالم الثالث في أعقاب الحرب العالمية الثانية. شددت نظرية التنمية المعاصرة على ضرورة العصرنة وتراكم رأس المال حتى يتسنى للبلدان النامية في آسيا وأفريقيا وأمريكا اللاتينية «اللحاق» بالدول الغربية المتقدمة. تعثرت مخططات التنمية في فترة ما بعد الحرب العالمية الثانية بسبب التركيز على الاقتصاد (تجاهل العقبات السياسية والاجتماعية والمؤسسية التي تعترض النمو)، فضلًا عن افتراضها تشابه الظروف في البلدان النامية مع ظروف أوروبا التي نجحت في إطار مشروع مارشال. بنيت نظرية العصرنة على الأفكار السابقة للتطور الاجتماعي والثقافي بالقرن العشرين، وبناء تسلسل هرمي عالمي على أساس التنمية الاقتصادية. كانت البلدان الغربية، بحسب هذه النظرة العالمية، أكثر البلدان تقدمًا، في حين أن بقية العالم (ولا سيما البلدان التي شهدت للتو إنهاء الاستعمار) لا تزال تمتلك اقتصادات تقليدية تعود إلى فترة ما قبل الحداثة. سيحتاج العالم الثالث، من أجل التقدم وتجاوز هذه الحالة التقليدية، إلى محاكاة الدول الغربية المتقدمة، من خلال مساعي الهندسة الاجتماعية المتفائلة.
شجع التحمس الهائل لقدرة العلم والتكنولوجيا على إدارة العالم البشري والطبيعي أنظمة الحكم على محاولة تنفيذ مشاريع إنمائية ضخمة من شأنها دفع البلدان النامية بسرعة إلى التنمية على النمط الغربي. أكدت الحداثة العليا على التعامل مع النظام المكاني كتصميم عقلاني، عبر توحيد الأماكن وتبسيطها وترتيبها، وجعل المفاهيم أو الكيانات المعقدة، ومن بينها النظم الاقتصادية، أكثر وضوحًا وسهلة التحكم فيها بقدر ما يمكن.
على الرغم من الارتباط القوي بين الحداثة والمجتمع الغربي، إلا أن الحداثة العليا وجدت طريقها في الحزب السوفيتي تحت حكم نيكيتا خروشوف. أعاد خروشوف، بعد وفاة جوزيف ستالين، توجيه السياسة السوفيتية لتضم معظم أفكار الحداثة الغربية العليا مع تأثيرات اشتراكية، مؤكدًا على دور العلم في توفير التقدم دون استغلال أو محاباة اجتماعية. اعتبر كل من الاتحاد السوفيتي والولايات المتحدة عصرنة العالم النامي وسيلة لتوسيع نطاق نفوذ كل منهما وإنشاء أسواق اقتصادية جديدة، ومع ذلك، كان الاتحاد السوفيتي، وغيره من الأنظمة الأوتوقراطية الأخرى خلال هذه الفترة، هو الذي اعتمد الحداثة العليا باعتبارها الرؤية المثلى لتحقيق العصرنة.